# ديفيد غرانت (لاعب دوري الرغبي)
ديفيد غرانت (بالإنجليزية: David Grant)‏ هو لاعب دوري الرغبي أسترالي، ولد في 1956 في دوبو في أستراليا، وتوفي في 1994.